# Pierwiastki siódmego okresu
Pierwiastki siódmego okresu – pierwiastki chemiczne znajdujące się w siódmym okresie (rzędzie) układu okresowego pierwiastków. Siódmy okres zawiera 32 pierwiastki. Wszystkie odkrycia zostały niezależnie potwierdzone.

## Znaczenie i występowanie
Stabilne
     T1/2 powyżej czterech milionów lat
     T1/2 pomiędzy 800 a 34 000 lat
     T1/2 pomiędzy 1 dobą a 103 latami
     T1/2 pomiędzy 1 minutą a 1 dobą
     T1/2 poniżej 1 minuty

Układ okresowy z zaznaczonym czasem połowicznego rozpadu (T_{1/2}) najbardziej stabilnych znanych izotopów każdego pierwiastka.
Stabilne
T_{1/2} powyżej czterech milionów lat
T_{1/2} pomiędzy 800 a 34 000 lat
T_{1/2} pomiędzy 1 dobą a 103 latami
T_{1/2} pomiędzy 1 minutą a 1 dobą
T_{1/2} poniżej 1 minuty

Żaden pierwiastek siódmego okresu nie posiada stabilnych izotopów. Jedynie tor, uran i śladowe ilości plutonu występują na Ziemi od czasu jej powstania; pozostałe pierwiastki z tego okresu o liczbach atomowych mniejszych niż 94 są tworzone w naturalnych szeregach promieniotwórczych. Wszystkie pierwiastki o wyższych liczbach atomowych zostały wytworzone sztucznie poprzez reakcje jądrowe.
| Z   | Symbol | Nazwa      | Właściwości metaliczne  | Konfiguracja elektronowa |
| --- | ------ | ---------- | ----------------------- | ------------------------ |
| 87  | Fr     | frans      | metal alkaliczny        | [Rn]7s1                  |
| 88  | Ra     | rad        | metal ziem alkalicznych | [Rn]7s2                  |
| 89  | Ac     | aktyn      | metal – aktynowiec      | [Rn]6d17s2               |
| 90  | Th     | tor        | metal – aktynowiec      | [Rn]6d27s2               |
| 91  | Pa     | protaktyn  | metal – aktynowiec      | [Rn]5f26d17s2            |
| 92  | U      | uran       | metal – aktynowiec      | [Rn]5f36d17s2            |
| 93  | Np     | neptun     | metal – aktynowiec      | [Rn]5f46d17s2            |
| 94  | Pu     | pluton     | metal – aktynowiec      | [Rn]5f67s2               |
| 95  | Am     | ameryk     | metal – aktynowiec      | [Rn]5f77s2               |
| 96  | Cm     | kiur       | metal – aktynowiec      | [Rn]5f76d17s2            |
| 97  | Bk     | berkel     | metal – aktynowiec      | [Rn]5f97s2               |
| 98  | Cf     | kaliforn   | metal – aktynowiec      | [Rn]5f107s2              |
| 99  | Es     | einstein   | metal – aktynowiec      | [Rn]5f117s2              |
| 100 | Fm     | ferm       | metal – aktynowiec      | [Rn]5f127s2              |
| 101 | Md     | mendelew   | metal – aktynowiec      | [Rn]5f137s2              |
| 102 | No     | nobel      | metal – aktynowiec      | [Rn]5f147s2              |
| 103 | Lr     | lorens     | metal – aktynowiec      | [Rn]5f147s27p1?          |
| 104 | Rf     | rutherford | metal przejściowy       | [Rn]5f146d27s2?          |
| 105 | Db     | dubn       | metal przejściowy       | [Rn]5f146d37s2?          |
| 106 | Sg     | seaborg    | metal przejściowy       | [Rn]5f146d47s2?          |
| 107 | Bh     | bohr       | metal przejściowy       | [Rn]5f146d57s2?          |
| 108 | Hs     | has        | metal przejściowy       | [Rn]5f146d67s2?          |
| 109 | Mt     | meitner    | metal przejściowy?      | [Rn]5f146d77s2?          |
| 110 | Ds     | darmsztadt | metal przejściowy?      | [Rn]5f146d87s2?          |
| 111 | Rg     | roentgen   | metal przejściowy?      | [Rn]5f146d97s2?          |
| 112 | Cn     | kopernik   | metal przejściowy       | [Rn]5f146d107s2?         |
| 113 | Nh     | nihon      | metal?                  | [Rn]5f146d107s27p1?      |
| 114 | Fl     | flerow     | metal                   | [Rn]5f146d107s27p2?      |
| 115 | Mc     | moskow     | metal?                  | [Rn]5f146d107s27p3?      |
| 116 | Lv     | liwermor   | metal?                  | [Rn]5f146d107s27p4?      |
| 117 | Ts     | tenes      | niemetal?               | [Rn]5f146d107s27p5?      |
| 118 | Og     | oganeson   | niemetal?               | [Rn]5f146d107s27p6?      |

## Transuranowce
Pierwiastki o liczbach atomowych wyższych niż 92 określa się nazwą "transuranowce", czyli "położone za uranem". Wszystkie te pierwiastki zostały wytworzone przez człowieka w wywołanych sztucznie reakcjach jądrowych (dopiero później stwierdzono występowanie śladowych ilości neptunu i plutonu w rudach uranu). Podejrzewa się, że mogą one powstawać w przyrodzie w procesach nukleosyntezy podczas wybuchu supernowych (w szczególności w procesie r), dzięki bardzo wysokiej temperaturze i silnym strumieniom neutronów.
Tylko niektóre ciężkie aktynowce, jak kiur czy berkel mają długożyciowe izotopy, pozwalające zbadać właściwości chemiczne tych pierwiastków. Tzw. transaktynowce, czyli pierwiastki położone w układzie okresowym za aktynowcami, nie mają długożyciowych izotopów, a ich synteza nastręcza trudności; z tego powodu ich własności są poznane słabo lub wcale. Najcięższym pierwiastkiem, którego związek chemiczny został wytworzony przez człowieka, jest has.